# Всероссийские съезды трудящихся сахарной промышленности
Всероссийские съезды трудящихся сахарной промышленности — три съезда работников сахарной промышленности, состоявшихся 16—17 мая, 5—12 июля, 23—25 октября 1917 года в Киеве (из 257 сахарных заводов Российской империи 198 действовали в Украине).
На I съезде, который сразу объявил себя Всероссийским, было 200 делегатов от 140 заводов, а на двух последующих — по 500 делегатов от 220—240 заводов. Делегаты I съезда рассматривали вопрос о создании на всех предприятиях профсоюзов и фабрично-заводских комитетов и объединение их действий, обсудили трудовую политику Временного правительства, установление 8-часового рабочего дня, улучшение условий труда и быта рабочих, отмену сверхурочных и ночных работ, страхование от безработицы, оплату отпусков, ограничение использования труда подростков и другие вопросы. На съезде был избран Временный центральный комитет Всероссийского профессионального союза трудящихся сахарной промышленности.
II съезд в резолюции о профсоюзном движении и национальном вопросе подчеркнул необходимость объединения в едином союзе всех работающих в отрасли, независимо от национальности. Был рассмотрен вопрос об уровне заработной платы на сахарных заводах. Медицинское обслуживание возлагалось на больничные кассы, содержащиеся предприятиями. В связи с ростом безработицы съезд отдельно выделил вопрос о необходимости немедленного создания бирж труда. Наряду с рассмотрением экономических вопросов участники съезда в связи с июльской кризисом в Петрограде выразили доверие Временному правительству, а также приветствовали УЦР. Поздравление зачитали на украинском языке. На съезде был избран постоянный Центральный комитет, а также Центральный совет, действовавший как пленум ЦК и состоявший преимущественно из представителей районных комитетов.
III съезд наряду с экономическими требованиями поднял вопрос о создании охранников из членов союза сахаропроизводителей для охраны заводов и экономии милиции и боевых дружин, уставы которых должен был утверждать ЦК союза, а содержать — заводоуправления. Профсоюзу удалось добиться установления новых расценок и создание из рабочих и служащих комиссии для выработки коллективного договора.